# Бой у станицы Медвёдовской
Бой у станицы Медвёдовской (или бой под станцией Медвёдовкой; название в белогвардейской историографии — подвиг генерала Маркова) — локальное сражение в ходе Гражданской войны, произошедшее в ночь с 15 [2] апреля 1918 на 16 [3] апреля 1918 между отступающими отрядами Добровольческой армии и преследующими их войсками Кубанской советской республики в районе станицы Медвёдовской Кубанской области.
В результате проявленной военной хитрости и личного подвига генерал-лейтенанта С. Л. Маркова остатки Добровольческой армии смогли взять железнодорожную станцию Медвёдовка (Ведмидивка) и станицу Медвёдовскую, захватить и уничтожить один бронепоезд советских сил и заставить отойти второй, взять много трофеев — патронов и снарядов, и в итоге прорвать окружение и уйти от преследования многократно превосходящих советских войск.
В российской историографии результат боя оценивается как спасение от окончательного поражения остатков Добровольческой армии после неудачного штурма Екатеринодара в конце марта 1918 года. Бой у станции Медвёдовской дал возможность остаткам добровольческих сил избежать полного разгрома и продолжить развитие Белого движения на Юге России в 1918—1920 годах.

## История

### Появление Добровольческой армии у станицы Медвёдовской
Отступавшая от Екатеринодара Добровольческая армия в конце своего Первого Кубанского похода имела в начале апреля 1918 года в строю — около 1500 человек и походный лазарет с 3000 раненых, и её положение было крайне тяжелым. Большое количество раненых, дальнейшие её цели были неизвестны и не определены, настроение добровольцев было подавленным. После гибели 31 марта во время штурма Екатеринодара первого командующего, генерал-лейтенанта Лавра Корнилова, ею командовал генерал-лейтенант Антон Деникин. Он вёл отступающую армию от немецкой колонии Гначбау (правильно Гнадау) в направлении станицы Дядьковской.
К ночи на 1 апреля армия подошла к немецкой колонии Гначбау, где простояла весь следующий день, приводя себя в порядок и дожидаясь темноты. Были похоронены, погибшие при штурме Екатеринодара, генерал Корнилов и командир Корниловского Ударного полка полковник Неженцев. Постоянно продолжалась стрельба в охранении и некоторые добровольцы даже покинули армию.
Деникин распорядился оставить лишь 4 орудия, так как большее количество и не требовалось в связи с мизерным числом оставшихся снарядов. Более 10 добытых с огромным трудом, а теперь ставших бесполезной обузой орудий, утопили в реке, предварительно сняв затворы и испортив лафеты.
Главнокомандующий генерал Деникин решил дезориентировать противника и, сделав ложный манёвр, который должен был показать большевикам, что он якобы уводит добровольцев на север, вечером в сумерках отдал приказ двигаться на восток, в направлении железнодорожного полотна, к станице Медвёдовской. Успешное пересечении линии железной дороги означало существенное повышение шансов на спасение армии, так как позволяло вырваться из сетки железной дороги, контролировавшейся красными бронепоездами.
2 апреля Деникин издал приказ № 198, в соответствии с которым следовало «Генералу Маркову с частями 1-й бригады выступить из колонии Гначбау в 17 часов и следовать по направлению Медвёдовской, по взятии которой выставить заслоны к северу и югу по железной дороге, по проходе обоза следовать за ним, составляя арьергард». Армия везла большое количество раненых, при ней находились гражданские лица и Главнокомандующий Добровольческой армией генерал от инфантерии Михаил Алексеев. Ночью 1-я бригада генерал-лейтенанта Сергея Маркова подошла к станице Медвёдовской.
Военный специалист, полковник Арсений Зайцов так охарактеризовал положение Добровольческой армии накануне боя у Медвёдовской:

Потерявшая вождя, упавшая духом, бросившая половину своей артиллерии, окруженная подавляющими силами большевиков, армия, казалось, была на краю гибели. И в эту минуту ей приходилось форсировать с боем железную дорогу, по которой ходили красные бронепоезда.— 
Армии нужно было оторваться от противника. Иначе её ждала гибель.
И они пошли на прорыв!

### Штурм советского бронепоезда

Рисунок С. Ефремова «Подвиг генерала Маркова», журнал «Часовой», № 30

Около 4 часов утра части Маркова стали переходить через железнодорожное полотно.
Генерал Марков занял железнодорожную сторожку у переезда и расставил пехотные части вдоль железнодорожного полотна, выслал в направлении станицы отряд разведчиков для атаки противника и начал организацию переправы через железную дорогу раненых, обоза и артиллерии. У сторожки сосредоточился весь штаб Добровольческой армии с генералами Деникиным и Алексеевым. В это время от станции в сторону сторожки двинулся красный бронепоезд.
Когда бронепоезд подошел на близкое расстояние, пишет исследователь Н. Калиткина, «Марков, осыпая бронепоезд нещадными словами, оставаясь верным себе: „Стой! Такой-растакой! Сволочь! Своих подавишь!“, бросился на пути. Когда тот действительно остановился, Марков отскочил (по другим сведениям тут же бросил гранату), и сразу две трёхдюймовые пушки в упор выстрелили гранатами в цилиндры и колеса паровоза. Завязался горячий бой с командой бронепоезда, которая в результате была перебита, а сам бронепоезд — сожжён».
Бронепоезд не был сожжен, потому что в этой же статье описывается, что в конце боя белогвардейцы стреляли из орудий этого бронепоезда.
Согласно описанию очевидца события, генерала Деникина, приводимому также в работе Зайцова, бой представляется таким образом:

Медленно, с закрытыми огнями, — описывает этот бой генерал Деникин, — бронепоезд надвигается на нас… Поезд уже в нескольких шагах от переезда. У будки все: генерал Алексеев, командующий армией со штабом и генерал Марков… Марков с нагайкой в руке бросился к паровозу.
— Поезд, стой. Раздавишь, с…..с…. Разве не видишь, что свои?..
Поезд остановился.
Пока ошалевший машинист пришел в себя, Марков выхватил у кого-то из стрелков ручную гранату и бросил её в машину. Мгновенно из всех вагонов открыли по нам сильнейший огонь из ружей и пулеметов. Только с открытых орудийных площадок не успели дать ни одного выстрела.
Между тем Миончинский (командир батареи) придвинул к углу будки орудие и под градом пуль почти в упор навел его на поезд.
— Отходи в сторону от поезда, ложись! — раздался громкий голос Маркова.

Грянул выстрел, граната ударила в паровоз, и он с треском повалился передней частью на полотно. Другая, третья — по блиндированным вагонам… И тогда со всех сторон бросились к поезду «марковцы». С ними и их генерал. Стреляли в стены вагонов, взбирались на крышу, рубили топорами отверстия и сквозь них бросали бомбы… Скоро все кончилось. Слышался ещё только треск горящих патронов…— 
После уничтожения команды бронепоезда станица была обстреляна из орудия захваченного бронепоезда под руководством полковника Дмитрия Миончинского. Другой бронепоезд красных, подошедший с юга, из-за огня белых вынужден был отойти. Отряд Африкана Богаевского был выдвинут в сторону станицы в качестве заслона. Основные силы 1-й бригады атаковали станицу, не дав разгрузиться эшелонам советских войск, часть которых спешно и в беспорядке отошла от станции Медвёдовка, на станции белыми захвачены вагоны с припасами. В ходе кровопролитного ночного боя вся станица Медвёдовская была взята силами Добровольческой армии к утру 3 апреля, офицерская рота 1-й бригады при этом понесла значительные потери.

## Результаты
После неудачного штурма Екатеринодара, гибели Корнилова и необходимости отступления остатков армии под натиском превосходящих сил, дело Добровольческой армии фактически считалось безнадёжным и проигранным. Одержанная добровольцами победа у станции Медвёдовка способствовала появлению у них новой надежды на успех.
В этом бою больше всех участвовали, и соответственно отличились бойцы Сводно-офицерского полка. В полку в тот день в строю насчитывалось около 400 бойцов (в основном офицеров). К примеру, в Корниловском в строю было всего около 100 ударников. Марковцы были введены в сражение при штурме Екатеринодара только во второй фазе сражения, поэтому у них в строю оставалось больше людей. Соответственно в бою под Медведовской на них и легла вся тяжесть боя.
В результате боя добровольцами также были захвачены на бронепоезде существенные в условиях небольшой армии трофеи: 100 тыс. патронов (Деникин пишет о 10 тыс.) и около 400 артиллерийских снарядов.

## Память

### В искусстве
В марковских частях впоследствии была сочинена песня «Смело вперёд, за Отчизну Святую!», в которой был воспет подвиг генерала Маркова и результат боя на станции Медвёдовка:

Как под Медвёдовкой лихо-то дралися!
Марков там был генерал
С ним в бронированный поезд ворвалися
И большевик побежал

В современное время песня стала известна после её исполнения хором певческой культуры «Валаам» и выпуска записи в релизе «Тернистый путь борьбы и муки. Песни белого движения и русского зарубежья». (iml cd 114, 2004).

### В литературе
События боя у станицы Медвёдовской описаны в мемуарах участников событий: генерал-лейтенанта Антона Деникина («Очерки русской смуты»), генерал-лейтенанта Африкана Богаевского («Ледяной поход. Воспоминания 1918 г.»), подполковника Василия Павлова («Марковцы в боях и походах за Россию»), члена Государственной думы Льва Половцова («Рыцари тернового венца») и многих других рядовых солдат войны.

### Исследования
- Калиткина Н. Л. «Я смерти не боюсь». Генерал-лейтенант С. Л. Марков // Марков и марковцы / Под ред. В. Ж. Цветкова, сост. Р. К. Гагкуев, Н. Л. Калиткина, В. Ж. Цветков. — книга. — Москва: Посев, 2001. — С. 59—72. — 552 с. — (Белые воины). — 2000 экз. — ISBN 5-85824-146-8. Архивировано 19 декабря 2013 года.
- Зайцов А. А. Глава 3. Австро-германская оккупация и 1-й Кубанский поход Добровольческой армии. // 1918: Очерки истории русской Гражданской войны: Судьбы; События; Документы и др.. — Париж, 1934. — 368 с. — ISBN 5-901679-16-4.
- Карпенко С. В. Белые генералы и красная смута / С. В. Карпенко. — М.: Вече, 2009. — 432 с. (За веру и верность). ISBN 978-5-9533-3479-2
- Белое движение. Поход от Тихого Дона до Тихого океана. — М.: Вече, 2007. — 378 с. — (За веру и верность). — ISBN 978-5-9533-1988-1

### Мемуары
- Павлов В. Е. Бой у станции Медвёдовской // Марковцы в боях и походах за Россию. — в 2-х кн.. — Париж, 1962. — Т. 1 (1917—1918).
- Деникин А. И. Глава XXVII. Вступление мое в командование Добровольческой армией. Снятие осады Екатеринодара. Бои у Гначбау и Медвёдовской. Подвиг генерала Маркова // [militera.lib.ru/memo/russian/denikin_ai2/2_27.html Очерки русской смуты]. — Paris: J. Povolozky-Editeurs., 1922. — Т. II. Борьба Генерала Корнилова. Август 1917 г. — апрель 1918 г..
- Половцов Л. В. XXVIII. Бой с броневыми поездами у ст. Медвёдовской, XXIX. Последствия боя под Медвёдовской // Рыцари Тернового Венца = Рыцари Терноваго Вѣнца. — Прага, 1935. — 240 с.
- Богаевский А. П. Глава XIV. Переход через железную дорогу у станицы Медвёдовской. Подвиг генерала Маркова. Станица Дядьковская. Раненые. Снова на Дон. Окончание 1-го Кубанского похода // [militera.lib.ru/memo/russian/bogaevsky_ap/index.html Ледяной поход. Воспоминания 1918 г.]. — Нью-Йорк: Издание «Музея Белого движения» Союза первопоходников, 1963. — С. 139—148. — 148 с.